# Lautaro
För andra betydelser, se Lautaro (olika betydelser).

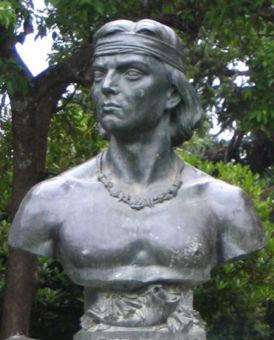
Lautaro

Lautaro (Leftraru på mapudungun), född cirka 1535 vid Tirúa i Biobío, död 1557 i Maule, var en ledare för mapuchefolket under Araucokriget.

## Biografi
Lautaro eller Leftraru, son till caciquen (hövding) Curiñancu blev som 11-åring tillfångatagen av guvernören Pedro de Valdivias män i närheten av Concepción. Under 6 år var Lautaro fången hos spanjorerna och fick av dem namnet Felipe Lautaro, eftersom de hade svårt att nämna hans riktiga namn.
Lautaros sysslor var att sköta om Valdivias hästar och följa med honom i hans bataljer och övningar. Det var då Lautaro lärde sig att hantera hästar och rida på dem.
Han lärde sig använda spanjorernas vapen och Valdivias militära taktik.
Under Slaget vid Andalien och slaget vid Penco 1550, blev Lautaro vittne till Valdivias barbariska behandling av de besegrade mapuches. Det är möjligt att Lautaro börjat känna avsky för spanjorer, speciellt Pedro de Valdivia, efter att ha bevittnat brutaliteterna mot sitt folk.

### Flykten från spanjorerna
Lautaro flydde 1552 med häst mot sitt folk, och mötte caciquen Colo-Colo och hans "capitanes" (kaptener). Lautaro visade det han hade lärt sig av spanjorerna, som att rida på en häst, och hur hästen kunde användas som vapen. Han lärde dem att hantera vapnet och strategiska övningar som val av slagfält. Han fick förtroendet av caciquen att leda ett motanfall mot spanjorerna som då gick segrande från Mapochofloden till floden Bío-Bío.

### Lautaros ledaregenskaper
Lautaro hade nu lärt sitt folk strategiska planer, som att retirera för att lura fienden.
Mapuches befann sig mellan staden Concepción och den spanska fästningen Purén. För att hindra de två spanska styrkorna att samlas, tog han beslutet att neutralisera en av dem. Han lurade då Gómez de Almagro i Purén-fästningen och såg till att hans trupper inte förenades med Valdivias trupper i Tucapel-fästningen.
Lautaro fick reda på att Valdivia var på väg i söder och skulle stanna vid Tucapel-fästningen. I december 1553 tog sig Valdvia från Concepción till Quilicoya där han samlade in fler soldater före avmarschen till Tucapel-fästningen.

### Slaget vid Tucapel

Mapucheflaggan med Araucostjärnan som användes av Lautaro och inspirerade Bernardo O'Higgins när han skapade Chiles flagga.

Mapuchespioner observerade från klipporna och gjorde inget motstånd alls, utan lät spanjorerna ta sig förbi dem. Valdivia började ana oråd eftersom Tucapel-fästningen inte hade hört av sig och inget motstånd hade påträffats på vägen.
Den 24 december 1553 beslöt han att ta sig till Tucapel-fästningen där han hoppades träffa Gómez de Almagro. Men misstänksam på grund av lugnet i närheten sände han Luis de Bobadilla med 5 män för att spana. På juldagen nådde Valdivias huvudstyrka fästningen, som var totalförstörd. Luis de Bobadilla syntes ingenstans till, men Valdivia beslutade ändå att stanna vid fästningens ruiner. Plötsligt blev spanjorerna anfallna av mapuche-spjutkastare. Valdivia, som var en rutinerad taktiker, ordnade snabbt upp sitt försvar för att stå emot. Efter ett tag retirerade mapuchekrigarna och spanjorerna började nu tro att de hade segrat.
De blev dock överraskade av en ny grupp mapuchekrigare som anföll dem, och återigen fick de snabbt bygga upp sitt försvar. Förutom spjutkastare använde mapuches lasson för att få ner ryttarna från sina hästar. Samma retirerande taktik som tidigare användes, varpå en tredje grupp ledd av Lautaro anföll Valdivia. Nederlaget blev en katastrof för spanjorerna i Slaget vid Tucapel.
När Valdivia såg slaget förlorat försökte han fly men blev tillfångatagen av mapuches. Enligt legenden sägs det att han torterades under tre dagar, senare togs hans hjärta ut och åts upp av Mapucheledarna. En annan myt är att Valdivia dödades genom att få guldet som de så mycket tyckte om, men det var smält guld som hälldes genom hans mun för att släcka hans törst efter guld.
Efter Tucapel föll flera städer i området.

### Slaget vid Marihueñu
Staden Concepción hade en svagt försvar på 370 soldater och 2000 yanaconas, ledda av den nye guvernören Francisco de Villagra, Valdivias efterträdare. Stadens sex artilleripjäser kunde dock hålla undan de infödda angriparna.
De Villagras soldater marscherade den 23 februari 1554 in i mapuchefolkets territorium. Mapuchekrigarna använde sig återigen av samma spiontaktik som tidigare mot Valdivia. Vid Chibilongo anföll en första grupp mapuchekrigare och retirerade, varpå en andra, en tredje och en fjärde grupp attackerade. Mitt på dagen hade flera spanjorer och indianer (yanaconas) fallit, de Villagra hade tagits fast och fått ta emot mycket slag mot sin utrustning, men lyckades ändå ta sig ifrån dem.
Francisco de Villagra insåg förlusten och beslutade att retierera, men såg till sin överraskning att mapuchekrigarna hade spärrat reträttvägen. Till sist lyckades Villagra ta sig ut med bara 66 soldater och några hundra yanaconas, med hela artilleriet förlorat. Lautaro hade än en gång besegrat spanjorerna.

## Övrigt
Asteroiden 2976 Lautaro är uppkallad efter honom.